# 1 Coríntios 3
1 Coríntios 3 é o terceiro capítulo da Primeira Epístola aos Coríntios, de autoria do Apóstolo Paulo, no Novo Testamento da Bíblia.

## Estrutura
A Tradução Brasileira da Bíblia organiza este capítulo da seguinte maneira:
- 1 Coríntios 3:1-9 - As dissensões provam a falta de espiritualidade
- 1 Coríntios 3:10-17 - A responsabilidade dos que ensinam
- 1 Coríntios 3:18-23 - A sabedoria humana sem valor